# Marie-Therese Obst
Marie-Therese Obst, née le 7 janvier 1996 à Berlin en Allemagne, est une athlète norvégienne spécialiste du lancer du javelot.

## Biographie
Lors des championnats d'Europe 2024 à Rome, Marie-Therese Obst remporte la médaille de bronze derrière l'Autrichienne Victoria Hudson et la Serbe Adriana Vilagoš, en établissant un nouveau record personnel en 63,50 m,.

## Palmarès
| Date | Compétition           | Lieu  | Résultat | Temps   |
| ---- | --------------------- | ----- | -------- | ------- |
| 2024 | Championnats d'Europe | Rome  | 3e       | 63,50 m |
| 2024 | Jeux olympiques       | Paris | 11e      | 61,14 m |

## Records
| Épreuve           | Temps   | Lieu | Date         |
| ----------------- | ------- | ---- | ------------ |
| Lancer du javelot | 63,50 m | Rome | 11 juin 2024 |